# CPサッカー
CPサッカー（英: CP Football）の通称名で呼ばれる脳性まひ者7人制サッカー（のうせいまひしゃしちにんせいサッカー、英: Cerebral Palsy Football 7-a-side）とは、比較的軽度な脳性麻痺選手がプレーできるように考案されたサッカーである。「CP」はCerebral（脳からの）Palsy（麻痺）の略である。

## 概要
対象は脳性麻痺の他、脳血管障害や外傷性脳損傷などの後天的な障害罹患選手も含む。立った状態で行う脳性麻痺スポーツの中で、唯一の団体スポーツ競技である。
競技は国際脳性麻痺者スポーツ・レクリエーション協会（CPISRA）が統括しており、国際サッカー連盟（FIFA）が定めた11人制サッカーのルールを一部修正したものに沿って行われる。日本では日本CPサッカー協会（略称：JCPFA、旧：日本脳性麻痺7人制サッカー協会）が統括する。

## 競技可クラス
杖の使用は認められておらず、自力で走ることが可能な選手に限るため、C4以下はこの競技に参加できない。
- C5 - 両下肢に麻痺があるが歩行可能。
- C6 - 四肢に不随的な動きがあるが歩行可能。
- C7 - 片麻痺。
- C8 - 軽度。

## ルール
- 1チームはゴールキーパーを含む7人のプレーヤーで構成[3]。
- その7人のうち、必ずC5・C6クラスの選手が常に出場している状況でなければならない(いない場合は6人で試合をする)。
- C8クラスの選手は最高2人までしかピッチに立てない。
- 選手交代は3人。
- 試合時間は30分ハーフ。ハーフタイム15分。
- フィールドは縦75m～70m×横55m～50m。ゴールは幅5m×高さ2m。
- オフサイドは適用しない。
- 片手でのアンダースローイン可。

## 歴史
1978年、ドイツのヴィルデスハウゼンにCPISRAが設立、同年にスコットランドのエディンバラで初のCPサッカーの国際大会が開催された。当初はヨーロッパを中心に行われていたCPサッカーはその後世界に広がっていった。1984年ニューヨーク・ストークマンデビルパラリンピックからパラリンピックの種目となった。
2015年1月、IPC（国際パラリンピック委員会）により、2020年東京パラリンピックの実施種目から落選したことが発表された。2024年パリパラリンピックでも実施されていない。
日本では2001年4月にJCPFAが設立され、2004年、2012年の全国障害者スポーツ大会において、オープン競技に採用された。